# Lancelot Schetz

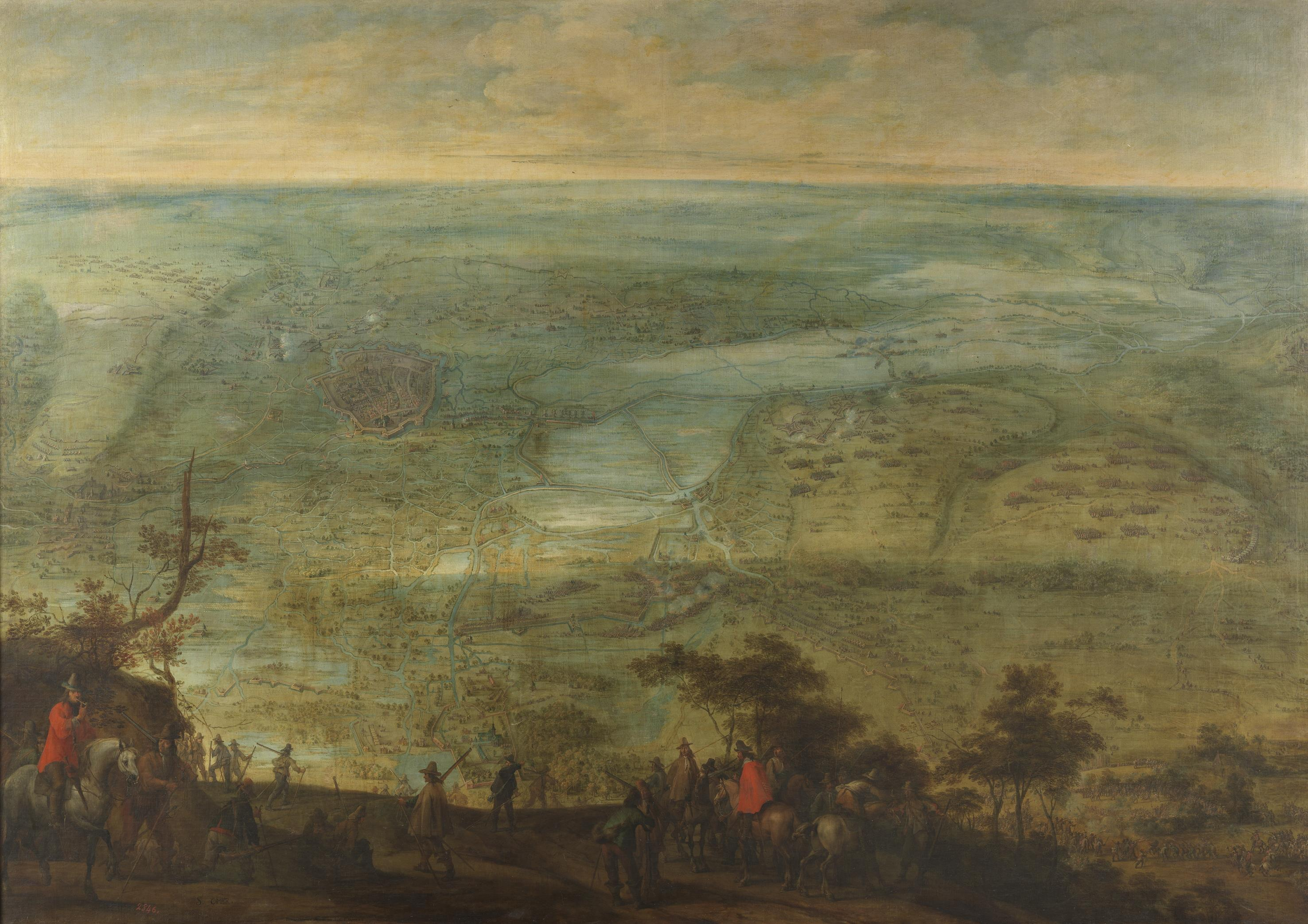
Spaanse troepen schoten het garnizoen van Lancelot Schetz ter hulp (Sint-Omaars 1638); schilderij in het Prado in Madrid.

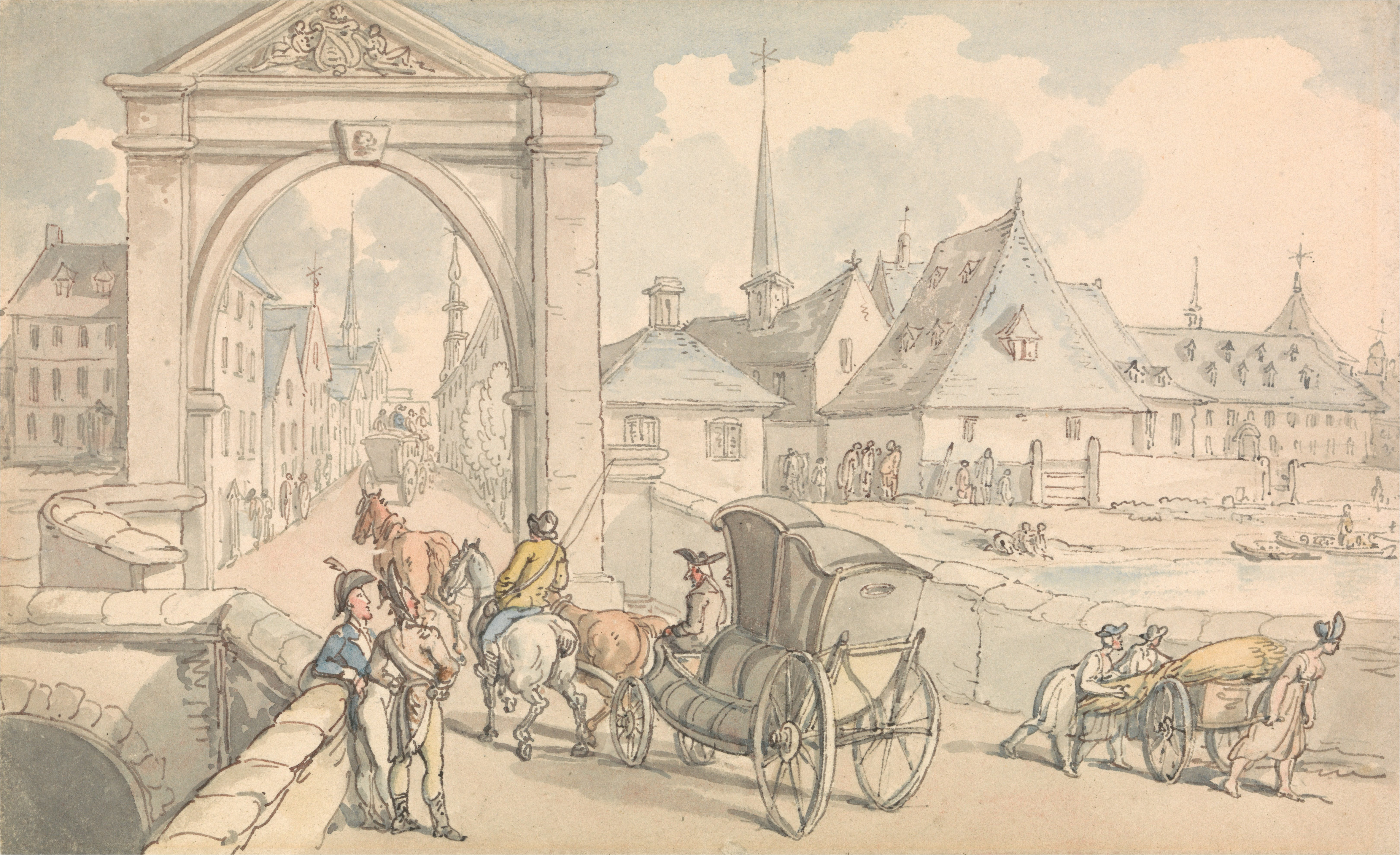
Zicht op het stadje Limburg, waar Lancelot Schetz zetelde als stadhouder van Limburg.

Lancelot II Schetz (gestorven in 1664 of 1665) was een militair en edelman in de Zuidelijke Nederlanden, in dienst van de Spanjaarden. Hij was stadhouder van Limburg op het einde van zijn carrière (1649-1665).

## Levensloop
Lancelot Schetz was telg van het adellijk geslacht Ursel, die in die tijd nog de naam Schetz droeg. Hij was een zoon van Anthonie Schetz. Lancelot groeide op in 's-Hertogenbosch, waar zijn vader commandant was van de Spaanse troepen. De adellijke titels van hem waren: baron van Grobbendonk en na zijn vaders dood, (tweede) graaf van Grobbendonk en baron van Wezemaal. De baronie van Wezemaal hield in dat Schetz maarschalk van Brabant was. Door het huwelijk met zijn vrouw Marguerite-Claire de Noyelles, dochter van Hugo, eerste graaf van Noyelles, verkreeg hij de titel van heer van Durbuy. Na de dood van zijn moeder Maria van Malsen (1650) werd Lancelot heer van Tilburg.
Zoals zijn vader Anthonie Schetz, werd hij officier in het Spaanse leger in de Zuidelijke Nederlanden. Hij vocht zowel tijdens de Tachtigjarige Oorlog als tijdens de Frans-Spaanse Oorlog. Schetz was commandant van Sint-Omaars op het moment dat de stad belegerd werd door de Fransen (1638). De Spaanse troepen van Ottavio Piccolomini kwamen te hulp om Lancelot Schetz en de zijnen te ontzetten.
Vanaf 1649 werd Schetz stadhouder van het hertogdom Limburg, in dienst van koning Filips IV van Spanje, formeel de hertog van Limburg. Zo is bekend dat Constantijn Huygens halt hield op het kasteel van Limburg bij de familie Schetz, in zijn reis van de Rijksstad Aken naar het kuuroord Spa, dat lag in het prinsbisdom Luik. Naargelang de bron stierf Lancelot in het jaar 1664 of 1665.
Hij liet een vrouw en vier kinderen na: 
- Antoine Ignace, de oudste zoon die de titels verwierf, 3e graaf van Grobbendonk. Van hem is beschreven hoe hij als maarschalk van Brabant, aanwezig was bij de Blijde Intrede in Brussel van de Spaanse koning en hertog van Brabant, Karel II van Spanje (1665)[8].
- Joseph Bonaventure; hij stierf ongehuwd.
- Karl Hubert Augustin, later de 4e graaf van Grobbendonk. Hij was gehuwd met Marie-Caroline de Berghes en overleed in 1726.
- Marie-Charlotte.

## Uitkomst
Geen van de drie zonen van Lancelot Schetz had nageslacht. Met de dood van Karl Hubert Augustin in 1726 stierf bijgevolg de tak Grobbendonk van het Huis Ursel uit.